# Klangforum Wien
Klangforum Wien — австрийский ансамбль исполнителей современной академической музыки. Создан в 1985 австрийским композитором Беатом Фуррером.

## Об ансамбле
Среди 24-х музыкантов ансамбля — исполнители из Австралии, Австрии, Болгарии, Германии, Греции, Италии, Финляндии, Франции, Швеции, Швейцарии. Почетными членами ансамбля являются Беат Фуррер, Сильвен Камбрелен и Фридрих Церха.

## Репертуар
В репертуаре ансамбля — музыка ХХ и XXI вв. Среди композиторов, сочинения которых не раз исполнялись ансамблем:
- Альбан Берг
- Лучано Берио
- Харрисон Бёртуистл
- Бенджамин Бриттен
- Пьер Булез
- Эдгар Варез
- Антон Веберн
- ХК Грубер
- Маурисио Кагель
- Джордж Крам
- Эрнст Кшенек
- Хельмут Лахенман
- Дьёрдь Лигети
- Мартин Маталон
- Оливье Мессиан
- Мисато Мочизуки
- Тристан Мюрай
- Ольга Нойвирт
- Луиджи Ноно
- Эктор Парра
- Брис Позе
- Вольфганг Рим
- Кайя Саариахо
- Брайан Фернехоу
- Ганс Цендер
- Антониу Шагас Роза
- Сальваторе Шаррино
- Джачинто Шельси
- Арнольд Шёнберг
- Карлхайнц Штокхаузен
- Эрвин Шульхоф
- Петер Этвёш

## Концертная деятельность
Ансамбль многократно концертировал в странах Европы, в США и Японии, выступал в Москве и Санкт-Петербурге.